# Тёмный лес (роман)
Тёмный лес (кит. упр. 三体II：黑暗森林, пиньинь Sān tǐ èr: hēi’àn sēnlín) — роман в жанре твёрдой научной фантастики китайского писателя Лю Цысиня, опубликованный в 2008 году; продолжение романа «Задача трёх тел». Является второй частью трилогии автора «Воспоминания о прошлом Земли». Сюжет, охватывающий временной период в 200 лет, описывает подготовку человечества к отражению инопланетного вторжения. Роман был положительно оценен критикой и читателями.

## Сюжет
Начало XXI века. Человечество узнало о существовании у ближайшей к Солнцу звезды обитаемой планеты, названной Трисолярисом. Нахождение в нестабильной системе трёх звёзд вызывает на ней регулярные катастрофические изменения климата, а в будущем приведёт к её поглощению одной из звёзд. Трисоляриане, уровень научно-технического развития которых намного превосходит земной, принимают сигнал, отправленный с Земли по программе поиска внеземных цивилизаций, и посылают космический флот для захвата Солнечной системы. Он прибудет к цели через 400 лет, но уже сейчас трисоляриане направляют к Земле множество элементарных частиц с искусственным интеллектом — софонов. Они блокируют квантовые физические исследования, передают трисолярианам разведывательную информацию и обеспечивают их связь с членами Общества «Земля-Трисолярис» (ОЗТ) — идейными сторонниками трисолярианского вторжения.
Софонная разведка обессмысливает построение любых стратегических планов. Софоны могут считывать речь, документы, компьютерную память — всё, кроме человеческих мыслей. Из захваченных данных ОЗТ становится ясно, что трисоляриане общаются прямой передачей мыслей в виде электромагнитного излучения: понятия «мышление» и «речь» для них не разделены, они практически неспособны ко лжи и её распознанию. В этих условиях Совет обороны планеты (СОП), созданный при ООН, запускает проект «Отвернувшиеся», в рамках которого несколько выдающихся людей получат огромные ресурсы и полномочия, чтобы разработать и реализовать собственные стратегии отражения вторжения. Каждый из них опубликует свой собственный план и потратит ресурсы на его реализацию, но опубликованные планы будут ложными — истинный план каждого Отвернувшегося будет храниться лишь в его сознании и будет воплощён с помощью средств, созданных в рамках ложного плана. Отвернувшимися становятся министр обороны США Фредерик Тайлер, президент Венесуэлы социалист Мануэль Рей Диас, британский нейрофизиолог и президент Евросоюза Билл Хайнс и никому не известный китайский астроном и социолог Ло Цзи. Последний не понимает, почему его выбрали, и хочет отказаться, но это невозможно. ОЗТ получает с Трисоляриса приказ сорвать этот проект и выбирает из своих членов троих Разрушителей, которые должны раскрыть истинные планы Отвернувшихся, используя данные софонов.
Тайлер предлагает создать флот космических истребителей — «рой москитов», вооружённых термоядерными бомбами. Он ищет для них пилотов-камикадзе по всему миру, но не находит, даже тайно обратившись к исламским террористам. Спустя 5 лет первый Разрушитель публикует истинный план Тайлера, заключающийся в имитации предательства Земли этим флотом. «Роем москитов» завладеют члены ОЗТ, они уничтожат земной флот и отправятся на воссоединение с противником, неся тому дар в виде запасов чистой воды; подойдя к нему, истребители перейдут на автопилот и атакуют флот трисоляриан. СОП осуждает данный план, хотя и допускает, что он может быть частью обмана Отвернувшегося, но Тайлер совершает самоубийство, подтверждая верность анализа Разрушителя.
Рей Диас приказывает спроектировать термоядерную бомбу наивысшей возможной мощности. Он требует произвести как можно больше таких бомб, а испытание первого экземпляра проводит на Меркурии, невзирая на его стоимость. Спустя 17 лет работы второй Разрушитель публикует истинный замысел Рея Диаса. Взрыв миллионов бомб Диаса на Меркурии столкнёт тот с орбиты и приведёт к его падению на Солнце; выброшенное солнечное вещество начнёт тормозить другие внутренние планеты и рано или поздно на Солнце упадут уже они. После установки всех бомб Диас обратится к трисолярианам с ультиматумом: он уничтожит единственную планетную систему, до которой они способны добраться, если они не откажутся от вторжения. План Рея Диаса вызывает бурю возмущения в СОП, его предлагают судить, но он угрожает взорвать ещё одну бомбу, спрятанную в Нью-Йорке, сигнал предотвращения взрыва которой передаёт устройство на его руке. Диаса отпускают на родину, где его забивает камнями толпа, разъярённая ставшим известным ей истинным планом.
Хайнс со своей женой, Кейко Ямасуки, ищет способы развития умственных способностей людей. Исследуя мозг, они обнаруживают в нём центр критического мышления, который можно подавить электромагнитным воздействием и таким образом вселить в человека безусловную веру в произвольное утверждение, сообщённое ему во время процедуры. Заявив на заседании СОП об открытии, названном им «ментальной печатью», Хайнс предлагает бороться с пораженчеством в войсках путём запечатывания в сознание военных веры в победу. Когда проходит возмущение этим «покушением на свободу мысли», СОП соглашается открыть «Центр веры», проводящий «запечатывание» только военных-добровольцев, кроме высших чинов. Более глубокие исследования мозга заблокированы софонами, и Хайнс с женой ложатся в гибернацию до изменения ситуации.
Ло Цзи предаётся гедонизму: требует найти для себя поместье в горах и придуманную им девушку его мечты. Через несколько лет эта девушка понимает, что он не работает ни над каким проектом и просит СОП положить её с их дочерью в гибернацию «до битвы Судного дня», чтобы стимулировать мужа к работе. Вместе с этим СОП раскрывает причину выбора Ло Отвернувшимся: незадолго до старта проекта трисоляриане приказали ОЗТ убить его. Ло предполагает, что причиной мог быть его разговор с основательницей ОЗТ Е Вэньцзе, в котором та предложила ему разработать космическую социологию, выведя её из нескольких аксиом. Однажды на Ло сходит озарение и он предлагает СОП передать в космос радиосообщение с координатами звезды, находящейся в 50 световых годах от Солнца. По словам Ло, это «заклинание», которое уничтожит звезду. ОЗТ совершает очередное покушение на Ло, используя «нацеленный» вирус, безвредный для всех, кроме носителя определённой ДНК. Современная медицина не может его спасти, и Ло кладут в гибернацию в надежде на медицину будущего. «Заклинание» передают в космос, используя Солнце как усилитель сигнала.
Чжан Бэйхай — политкомиссар Военно-космических сил Китая, один из немногих военных, верящих в возможность победы. Узнав, что разработка перспективных электромагнитных двигателей блокируется лоббистами традиционных химических двигателей из аэрокосмических корпораций, он расстреливает тех в открытом космосе вырезанными из метеоритов пулями, маскируя покушение под метеорную атаку. Он предлагает положить в гибернацию лучших политических офицеров для ведения пропаганды в будущем, когда проблема пораженчества станет ещё серьёзнее, и сам попадает в их группу.
Хайнса и Ло Цзи будят через 200 лет. Человечество совершило огромный технологический прорыв, хоть и не продвинулось в фундаментальной физике из-за барьера софонов. Три космических флота, насчитывающие в сумме две тысячи боевых кораблей, стали суверенными государствами, объединёнными в Конгресс космических флотов (ККФ). На Земле царит эпоха роскоши и высоких технологий, люди давно не боятся вторжения, веря в техническое превосходство земного флота. На заседании ККФ, наследника СОП, Хайнсу и Ло Цзи объявляют о закрытии провалившегося проекта «Отвернувшиеся»: «запечатывание разума» давно запрещено, а с «проклятой» звездой ничего не случилось. Тогда Кейко Ямасуки объявляет себя третьим Разрушителем и излагает истинный план своего мужа. Хайнс — убеждённый пораженец и эскапист, желающий обеспечить Исход человечества к другим звёздам до неизбежного падения Солнечной системы. Он незаметно изменил программу нейронного сканера Центра веры, и тот стал запечатывать веру в утверждение, обратное заданному: все «запечатанные» уверовали не в победу, но в поражение. Хайнс передал им, образовавшим тайную организацию, ещё несколько сканеров; эта организация, производящая технологически убеждённых пораженцев, может существовать до сих пор. Опасаясь наличия «пропечатанных» среди капитанов кораблей, которые управляются единолично капитаном по информационной системе, командование решает на время расследования передать управление ими офицерам из прошлого, которые легли в гибернацию до изобретения «ментальной печати». Один из них, Чжан Бэйхай, получив управление флагманом Азиатского флота кораблём «Естественный отбор», делает именно то, чего так опасались от «пропечатанных» — угоняет его к одной из ближайших звёзд. Чжан ещё в первые годы кризиса решил, что без развития фундаментальной физики человечество будет разгромлено и на много лет надел маску триумфалиста в надежде однажды получить управление межзвёздным кораблём. В погоню за ним отправляются ещё 4 корабля разных флотов.
В Солнечную систему входит первый из группы трисолярианских зондов, на 200 лет опередивших основной флот. Многие считают, что зонд в форме зеркальной капли — символ мира, подарок трисоляриан, решивших перейти к переговорам. Не договорившись о приоритете в его перехвате и желая произвести впечатление на землян, флоты посылают к нему все свои боевые корабли. Исследование зонда показывает, что его идеально гладкая поверхность состоит из вещества, связанного сильным ядерным взаимодействием и по прочности несравнима ни с чем доступным землянам. Капля атакует корабли, пробивая те насквозь через их ядерные реакторы; никакое оружие не причиняет ей ни малейшего вреда. Лишь двум кораблям из двух тысяч удаётся уйти от Капли на максимальном ускорении. Разгром флота шокирует землян, в обществе начинается хаос. Капля добирается до точки Лагранжа системы Земля-Солнце и направляет на Солнце сигнал, перекрывающий все частоты усиления радиоволн; человечество теряет возможность посылать в космос мощные радиосообщения. Узнав о разгроме флота, капитаны первой группы кораблей присягают Чжану Бэйхаю. Все решают искать другую планету, пригодную для жизни, но вскоре осознают, что не дотянут даже до ближайших звёзд: ресурсов недостаточно для межзвёздного перелёта, а полёт с текущей скоростью займёт десятки тысяч лет. Единственный шанс выжить — собрать топливо и запчасти со всех кораблей на один, не увеличивая его экипажа. Никто не хочет первым поднимать эту тему, но никто не знает, что думают на других кораблях. В развернувшемся сражении побеждает один из кораблей-преследователей «Естественного отбора»; он собирает ресурсы с останков остальных и направляется к цели, прекратив всякую связь с Землёй. На другом конце Солнечной системы то же самое происходит между двумя кораблями, спасшимися от Капли.
Узнав об этом, Ло Цзи окончательно уверяется в своей «космической социологии» и объясняет её своему приятелю Ши Цяну. Каждая космическая цивилизация стремится безгранично расшириться, но количество ресурсов в каждой галактике конечно, поэтому все цивилизации, способные к межзвёздным перелётам, становятся соперниками за одни и те же ресурсы. Каждая цивилизация А, узнавшая о существовании другой достаточно развитой цивилизации В, не может быть полностью уверена, что та не станет ей врагом; она даже не может полагаться на технологическое отставание цивилизации В, потому что наука и техника развиваются по экспоненте и могут обогнать таковые у цивилизации А. Поэтому каждая цивилизация, технология которой позволяет уничтожать другие, будет уничтожать все цивилизации, о которых узнает, чтобы самой не стать жертвой такого нападения. Этим и объясняется парадокс Ферми — высокоразвитые цивилизации не разглашают факта своего существования, потому что разглашение неизбежно повлечёт за собой нападение. Ло называет это «теорией тёмного леса», используя метафору с лесом, полным таящихся охотников, нападающих на любого, кто выдаст себя.
Сотрудники ККФ снова проверяют, что стало с «проклятой» звездой и обнаруживают, что вспышка её уничтожения достигла Земли лишь год назад. ККФ восстанавливает Ло в статусе Отвернувшегося и возлагает на него все надежды на победу, в обществе возникает его культ. Когда тот объясняет, что без Солнца как усилителя радиоволн он ничего не может сделать, его просят для успокоения общественности возглавить проект «Снег», цель которого — обнаружение других Капель, которые войдут в Солнечную систему через три года. Вокруг Солнца взрывами атомных бомб будет распылено кольцо космической пыли, прохождение зондов сквозь которое оставит в нём ударные волны, видимые в телескопы. Знание траекторий зондов поможет проложить безопасную траекторию кораблей Исхода. Ло принимается за работу, но вскоре общество узнаёт, что план Отвернувшегося теперь неосуществим, а проект «Снег» служит целям крайне непопулярного в обществе Исхода. Люди разуверяются и в Ло Цзи, и в его заклинании, считая, что астроном Ло просто увидел признаки естественной смерти звезды и предсказал её. Ло впадает в алкоголизм, на его дом начинаются нападения, а через два года жители его посёлка изгоняют его. Ло готов совершить самоубийство, но перед этим обращается с ультиматумом к Трисолярису. Он расположил бомбы проекта «Снег» в определённом порядке. Посредством такого же устройства, как у Диаса, смерть Ло вызовет взрыв бомб и образование обращающихся по орбите облаков пыли, поглощающих свет Солнца. С далёкого расстояния Солнце начнёт мерцать, передавая сигнал, в котором закодированы координаты системы Трисоляриса; существование жизни в Солнечной системе также будет разглашено. Трисолярис выходит на связь через софоны и принимает ультиматум: Капли и флот меняют курс, софоны начинают переговоры с ККФ. Ло Цзи выполняет миссию Отвернувшегося.
Спустя 5 лет Ло Цзи с семьёй едут смотреть на гравитационно-волновую антенну, построенную на Земле с использованием трисолярианских технологий.

## Критика и восприятие читателями
Роман был положительно оценен критикой. Журнал Kirkus Reviews внёс его в свой список лучших фантастических произведений 2015 года с такой рецензией: «Развитие сюжета фокусируется на довольно мрачных, но крайне убедительных философских концепциях автора, с поражающими воображение идеями и нестройной, нелинейной, постоянно уходящей в сторону от основной линии структурой повествования, которая требует терпения, но хорошо вознаграждает читателя». То же сделал сайт BuzzFeed: «Захватывающее продолжение новаторской трилогии, здоровая доза науки и богатый воображаемый мир, освещающий реальные исторические и философские проблемы. Вас будет очаровывать каждый поворот сюжета в этой серии, от начала и до конца». Книжное издательство Barnes & Noble пишет: «значительная часть сюжета вращается вокруг Ло Цзи и состоит из серии поразительных мысленных экспериментов, проводимых с определённо эксцентричной точки зрения». Согласно рецензии издания Booklist, «„Задача трёх тел“ продемонстрировала лишь часть восхитительного и могучего воображения Лю. Большой набор персонажей образует решётку точно расставленных узловых моментов, вокруг которых история сплетается и соединяется с чудесными моментами откровения». По словам профессора политологии Стивена Бенедикта Дайсона в рецензии в The Washington Post, Лю глубоко понимает мышление политиков, его злопамятность, нелепость и, порой, неадекватность, а логика его «космической социологии» следует логике некоторых классических трудов по международным отношениям. Дейв Хэйсом, обозреватель Asian Rewiew of Books, пишет: «хотя, по словам Лю, он не использует фантастику как замаскированный способ критики настоящего, трудно не заметить его энвайронменталистского описания Земли как планеты, условия жизни на которой достойны того, чтобы лететь к ней 400 лет, а описание жизни людей под постоянным наблюдением софонов напоминает, насколько прозрачнее стала наша жизнь в последние годы, с развитием технологий цифровой слежки и постоянными утечками данных». Обозреватель фэнзина о научной фантастике SF Signal Рейчел Кордаско ставит роману максимальную оценку, называя его положительными сторонами обсуждение научных и философских вопросов о месте человечества во Вселенной, «жутко-великолепную и безумно крутую» сцену сражения земного флота с трисолярианским зондом и правдоподобных, развивающихся главных героев, сочетающих стратегическое мышление с добрыми намерениями. По словам Ниэла Александера, автора рецензии на сайте издательства Tor Books, у книги есть недостатки, такие, как многословие, порой пресные диалоги, незапоминающиеся персонажи второго плана и трудночитаемость первой четверти книги, но тем не менее это крупное произведение со сложным главным героем, захватывающей историей с высокими ставками и превосходным сеттингом.
На сайте читательских рецензий Goodreads роман имеет среднюю читательскую оценку 4,38/5 на основании 8,5 тысяч оценок, на сайте интернет-магазина
Amazon — 4,6/5 на основании 400 оценок.
Поклонники книги создали несколько компьютерных анимационных фильмов по её мотивам. Один из них, 15-минутный короткометражный фильм «Капля» о трисолярианском зонде, созданный американским студентом под впечатлением от романа и фильма «Космическая одиссея 2001 года», высоко оценили Лю Цысинь и компания-издатель романа на английском языке.
В честь книги названа разработанная компанией Facebook программа с искусственным интеллектом для игры в го Darkforest.

## Переводы
Английский перевод романа, выполненный Джоэлом Мартинсеном, был выпущен в 2015 году издательством Tor Books, спустя год после перевода первой книги серии.
В октябре 2016 года опубликован любительский перевод на русский язык, в 2018 году он издан официально издательствами «Эксмо» и «Fanzon».